# Tuchfabrik Delius

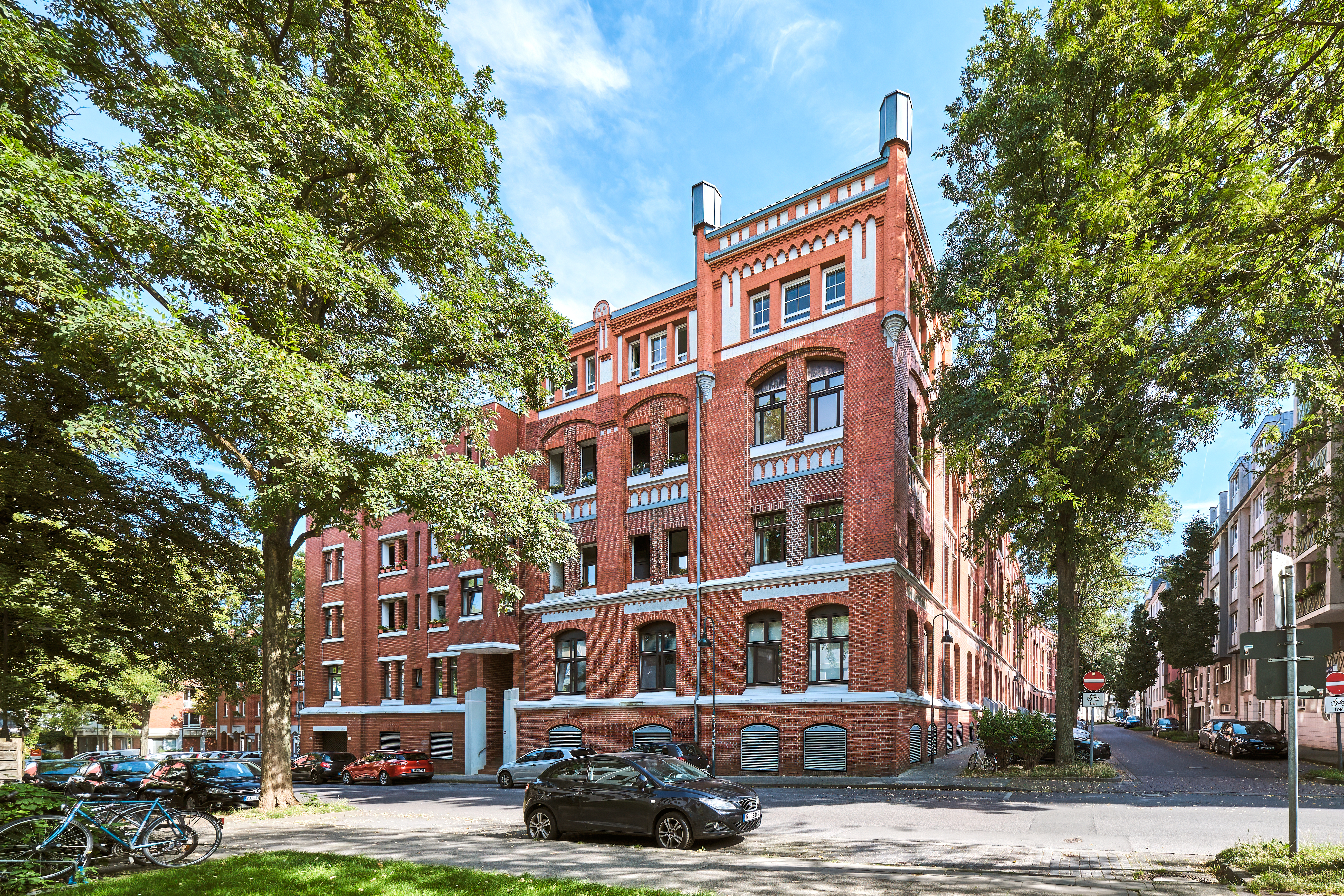
Ehemalige Tuchfabrik Delius, heute Wohngebäude

Die Tuchfabrik C. Delius war eines der größten Textilunternehmen Aachens. Sie wurde 1851 in der vormaligen Spinnerei Startz eingerichtet und hatte seit 1907 ihren Sitz in Bereich der heutigen Deliusstraße, Mauerstraße und Kuckhoffstraße in Aachen. Starke Umsatzeinbußen infolge der Weltwirtschaftskrise 1929 bewirkten, dass die Tuchfabrik Delius im Jahre 1932 geschlossen werden musste.
Ein Großteil der alten und im Zweiten Weltkrieg teilweise zerstörten Fabrikanlage wurde 1949 von der Schokoladenfabrik Leonhard Monheim AG übernommen und von ihr bis 1980 genutzt. Anschließend wurde das Hauptproduktionsgebäude restauriert und saniert und als Mehrfamilienhaus umfunktioniert sowie unter Denkmalschutz gestellt. Die Tuchfabrik Delius wurde in die länderübergreifende Initiative Wollroute aufgenommen.

## Geschichte
Der aus Salzkotten stammende Unternehmer Carl Delius (1821–1887) betrieb zunächst in Imgenbroich eine kleinere Tuchfabrik. Im Jahr 1851 pachtete er Räumlichkeiten in der Spinnerei Startz am Löhergraben in Aachen und richtete dort eine Walkerei, eine Rauherei und einen Schererwinkel ein. Zudem erwarb er eine Weberei in der benachbarten Jakobstraße und löste anschließend seine Imgenbroicher Tuchfabrik auf.
Nach dem Tod des Unternehmensgründers führten seine Söhne Carl junior (1846–1914), Gustav (1848–1923) und Robert Delius (1852–1923) als Teilhaber das Werk ihres Vaters erfolgreich fort. Die Firma verzeichnete stetig steigende Umsätze und nahm eine führende Rolle in der Aachener Tuchindustrie ein, wodurch eine räumliche Erweiterung nötig wurde. Die Geschäftsleitung erwarb daher zunächst die „Gebrannte Mühle“ in der Nähe des Hangeweihers mit den Wasserrechten an der Pau und erhielt 1906 die Genehmigung, eine neue Fabrik zwischen der oberen Mauerstraße, der heutigen Deliusstraße und der heutigen Kuckhoffstraße mit neuester Technik zu errichten. Zugleich profitierte das Unternehmen davon, dass die nur wenige hundert Meter entfernte Tuchfabrik Lochner 1907 liquidiert und die Anlage anderen Zwecken zugeführt wurde. Darüber hinaus wurde Carl Delius 1906 Mitbegründer der neu gegründeten Kammgarnwerke AG in Eupen, wodurch es dem Unternehmen, das auf Streichgarnprodukte spezialisiert war, gelang, günstig an Kammgarn zu gelangen und dadurch seine Produktpalette erheblich erweitern konnte.
Nach der Verlegung der Tuchfabrik vom Löhergraben in die neuen Räumlichkeiten an der Mauerstraße erlebte die Firma ihre erfolgreichste Zeit, als rund 1200 Arbeiter und 100 Angestellte dort ihre Arbeit fanden. Nach dem Tod des Gesellschafters Carl Delius junior wurde als externer Teilhaber der Schwiegersohn von Emil Lochner, der Fabrikant Eugen Peltzer (1871–1955) berufen, später kamen noch der Unternehmer Herbert Brockhoff (1888–1945), sowie die Schwiegersöhne Kurt Georg Alfred Mumm von Schwarzenstein (1874–1935) und Hans Richard van Gülpen (1878–1975) hinzu.
Bedingt durch die Nachwirkungen des Ersten Weltkrieges, der große Lücken in der Arbeiterschaft hinterließ, sowie den Unruhen in Aachen anlässlich des Separatistenaufstandes von 1924 und der beginnenden Weltwirtschaftskrise, gingen die Umsätze deutlich zurück. Um dem entgegenzuwirken, schloss sich am 3. Juli 1928 die Tuchfabrik Delius mit der Ernst Friedrich Weissflog AG, der Gebrüder Aschaffenburg Tuchfabrik in Mönchengladbach, der Bautzner Tuchfabrik, der Wm. Focke & Co. Kammgarnweberei in Gera und der Joh. Erckens Söhne GmbH in Aachen-Burtscheid zur Toga Vereinigte Webereien Aktiengesellschaft mit einem Kapital von 15 Milliarden Reichsmark zusammen. Doch bereits am 8. Februar 1932 wurde die Auflösung der Toga beschlossen, alle Einzelbetriebe – also auch die Tuchfabrik Delius – stillgelegt, die Gläubiger ausgezahlt und die Kredite zurückgezahlt, womit das Aktienkapital komplett aufgebraucht war.
Nach längeren Jahren des Leerstandes und der Teilzerstörung im Zweiten Weltkrieg belegte von 1949 bis 1980 zunächst die Schokoladenfabrik Leonhard Monheim AG den Komplex, bevor das Hauptgebäude von der AachenMünchener übernommen wurde, die dieses schließlich denkmalgerecht umbauen ließ.

## Gebäude

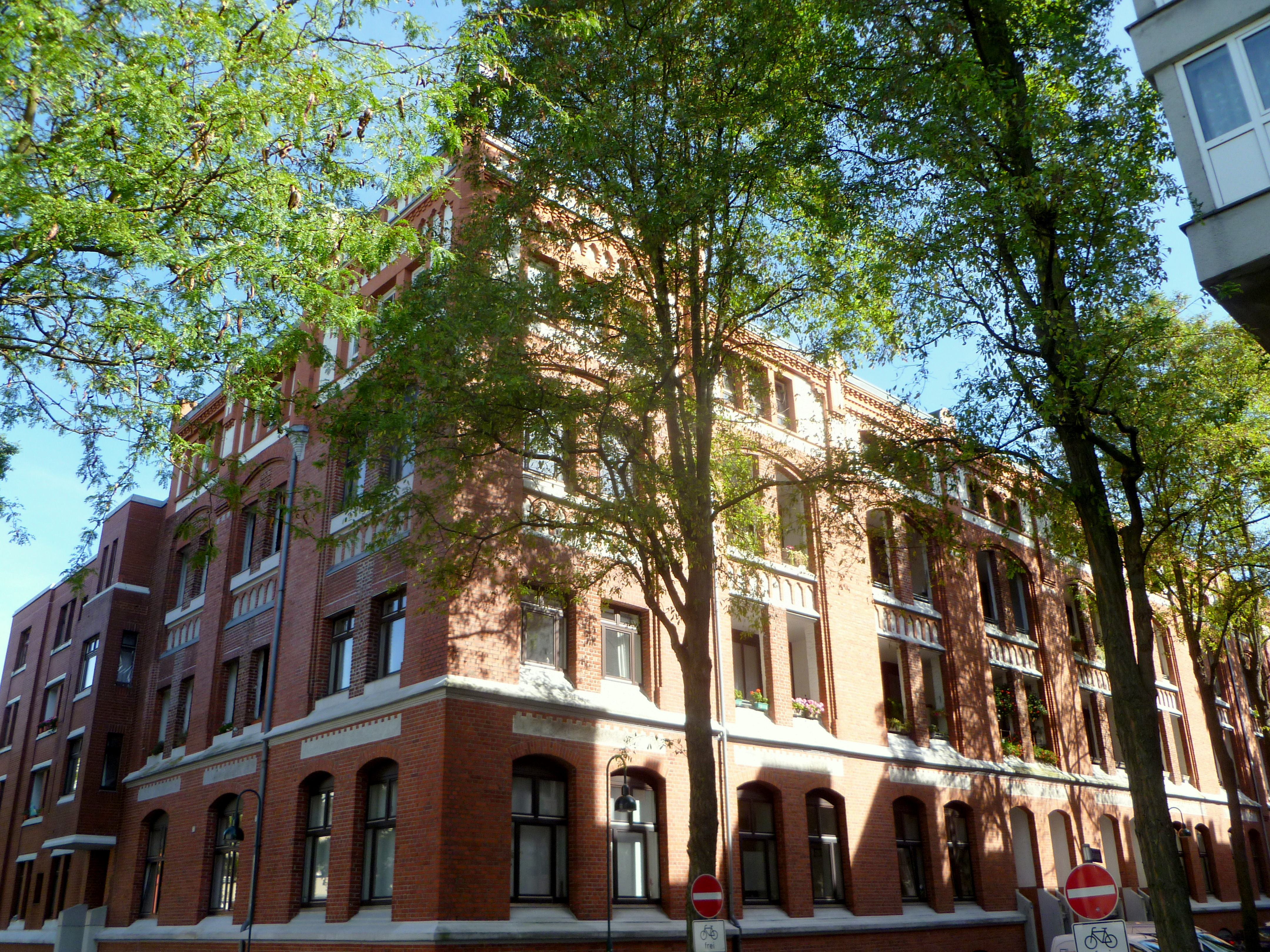
Ehemalige Tuchfabrik Delius

Nach der Übernahme durch die AachenMünchener wurde das Hauptgebäude nach Plänen der Architekten J. Schwarze und H. Feldmann zu einer Appartementwohnanlage mit 78 Wohneinheiten umgebaut, wozu die alten angrenzenden Wirtschafts- und Technikgebäude der Fabrik auf dem Deliusareal abgerissen werden mussten. Unter Berücksichtigung der Denkmalschutzauflagen wurde das Dachgeschoss des Hauptbaus ausgebaut und teilweise die äußere Gestalt des Gebäudes leicht verändert sowie statt eines einzigen Einganges mehrere davon, im Verlauf der Deliusstraße eingerichtet. Darüber hinaus wurde das ursprüngliche Untergeschoss auf seiner gesamten Fläche zu einer Tiefgarage umfunktioniert.
Bei dem ehemaligen Hauptbau der Fabrik von 1906, so wie er sich heutzutage darstellt, handelt es sich um einen viergeschossigen Backsteinbau, wobei das untere Geschoss als Hochparterre ausgebaut und das oberste Geschoss als Attikageschoss gestaltet ist. Der zur Mauerstraße in drei und zur Deliusstraße in 17 Doppelachsen gegliederte Bau hat keinen rechteckigen Grundriss wie die üblichen Fabrikbauten, sondern ist entsprechend dem Verlauf der Deliusstraße leicht konkav gebogen. Im Verlauf des Attikageschosses sind die Übergänge der Achsen durch Lisenenartige Verzierungen mit aufgesetztem abgerundetem Giebelaufbau betont. Sämtliche Fassaden des Blocks sind gekennzeichnet durch gotisierende Schmuckformen und mit zinnenähnlichen Putzverblendungen versehen, wodurch das äußere Erscheinungsbild den Charakter einer Wehrarchitektur vermittelt.
Dieser Eindruck wird verstärkt durch eine leicht vorgebaute turmartige Form des Gebäudes an der Ecke Deliusstraße/Mauerstraße, die einem Malakow-Turm nachempfunden ist, wie er im 19. Jahrhundert eigentlich im Bergbau angewendet wurde. Er hat die Seitenmaße einer Doppelachse und ist mit aufgesetzten runden Ecktürmchen verziert. 
In den beiden mittleren Geschossen des Hauptbaus sind die Fenster je zu zweien gekoppelt und in stichbogigen, zurückspringenden über beide Etagen gehenden rundbogigen Wandfeldern eingelassen. An der Längsseite sind sie zusätzlich weiter nach innen verlegt, so dass der freie Raum zwischen Wandöffnung und Fenster als Loggia dient. In dem Hochparterre befinden sich einfache doppelt gekoppelte Rundbogenfenster ohne besondere Wandbetonung, wogegen im Attikageschoss die Fenster dreifach gekoppelt und in rechteckigen mit Friesen verzierten Wandfeldern eingebaut sind. Markant sind die abgeschrägten Sohlbänke, wobei diese im unteren und im ersten Obergeschoss Gesimsartig miteinander verbunden sind.

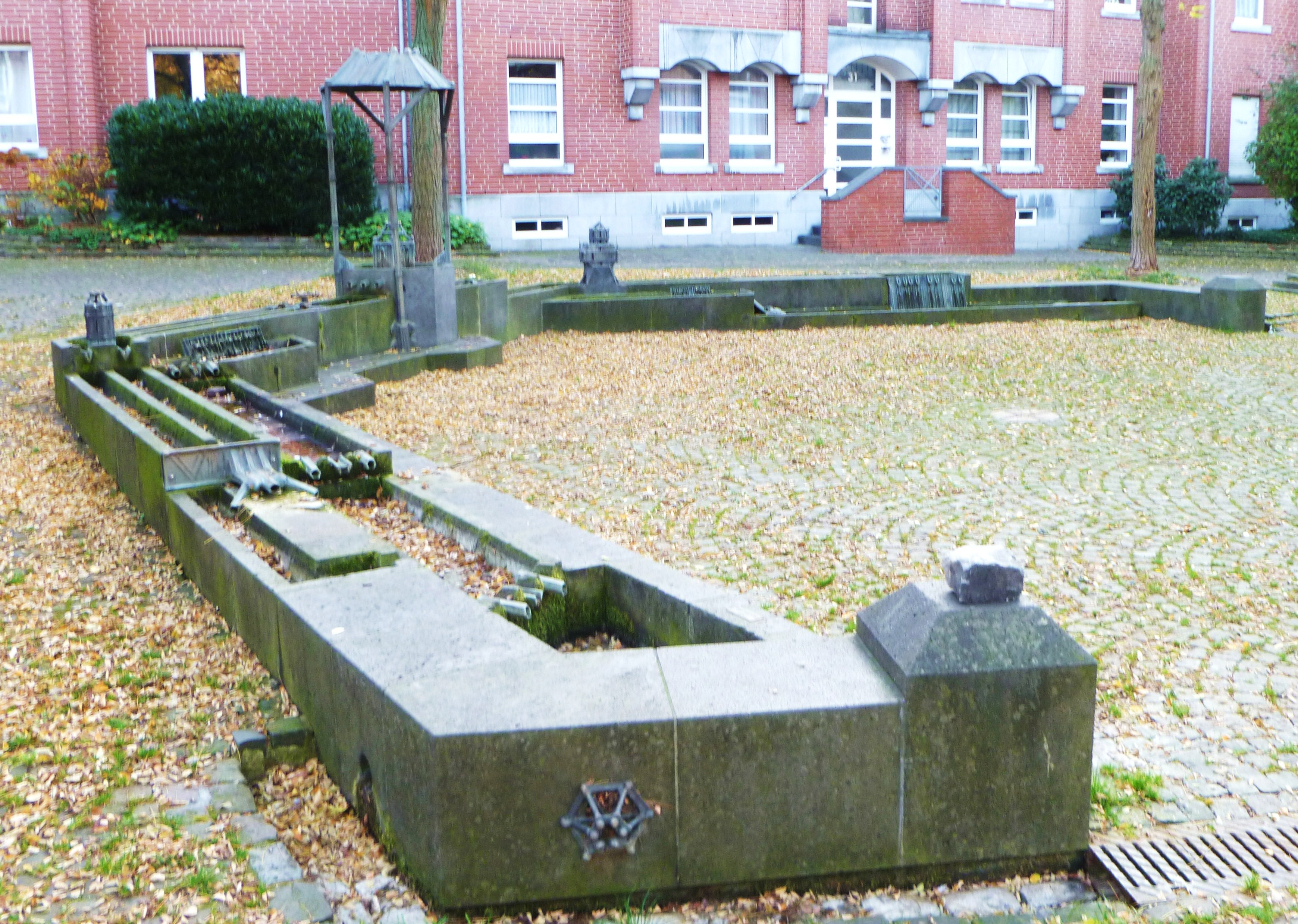
Brunnenanlage von Benno Werth im Deliusviertel

Die Neubauten auf dem ehemaligen Areal der Tuchfabrik im rückwärtigen Bereich des Hauptgebäudes entlang der neuen Kuckhoffstraße stammen alle aus den 1980er-Jahren und sind in Stil und Form dem alten Fabrikgebäude angepasst. Zusammen mit dem sanierten Hauptkomplex vermitteln sie durch ihren karreeartigen Zuschnitt, die verkehrsberuhigten Wege und Plätze und durch eine Brunnenanlage von Benno Werth, die an die Wasserkraft für die Tuchindustrie erinnern soll, einen innerstädtischen Ort der Ruhe.